# 아포크린땀샘
아포크린땀샘(Apocrine sweat gland) 또는 대한선(大汗腺)은 땀샘의 일종이다. 에크린땀샘보다 더 크고, 각기 다른 분비 구조를 가진 땀샘으로, 사람의 경우 겨드랑이와 항문 주위로 국한된다. 아포크린 땀샘이 사람의 체온 조절에 기여하는 바는 적으며 당나귀, 소, 말, 낙타 따위의 발굽 짐승들에게는 효과적이다. 고양이, 개, 돼지 따위의 다른 대부분의 젖먹이짐승들은 헐떡임 등에 의지하여 체온조절을 하며 발바닥, 주둥이에만 땀샘이 있다. 발등, 발바닥에서 나오는 땀은 발잡이에 힘을 주고 마찰력을 높이는 데 기여한다.

## 같이 보기
- 외분비샘
- 피지샘
- 사람 세포 유형 목록